# Lights Out - Terrore nel buio
Lights Out - Terrore nel buio (Lights Out) è un film del 2016 diretto da David F. Sandberg. La pellicola è un adattamento del cortometraggio del 2013 Lights Out, diretto dallo stesso Sandberg. Il film è stato il primo successo del regista ed ha incassato 150 milioni di $ con un budget di 5.000.000. Sandberg ha poi diretto Annabelle 2: Creation con cui si è definitivamente consacrato ad Hollywood.

## Trama
In un magazzino tessile Esther vede una sagoma di una figura femminile quando spegne le luci, ma una volta accese la figura scompare. La donna mette in guardia il proprietario Paul sull'apparizione, ma questo non le crede e se ne va. Paul viene poi inseguito e ucciso dalla misteriosa figura.
La figliastra di Paul, Rebecca, vive lontano da sua madre Sophie e dal fratellastro Martin. Sophie soffre di una malattia mentale e di una depressione che è riemersa, parlando con una persona amica immaginaria. Una notte, Martin vede Sophie parlare con una figura e fugge nella sua camera, poi sente qualcuno grattare alla sua porta e girare la maniglia della porta. Il giorno dopo a scuola Martin viene mandato in infermeria dopo essersi addormentato in classe per la terza volta in una settimana, così Rebecca e il suo fidanzato Bret vanno a prenderlo, dato che Sophie non risponde alle chiamate dell'infermiera. I due decidono di portare il ragazzino a casa della sorellastra, nonostante le proteste della madre. Mentre Martin sta facendo le valigie nella sua camera sente uno strano rumore nella stanza accanto alla sua e improvvisamente una figura oscura appare, sbattendo la porta. Quella stessa notte anche Rebecca vede la strana figura nella notte, evitando a malapena il suo attacco grazie al neon che lampeggia nella sua finestra. La mattina dopo Rebecca trova la scritta "Diana" sul pavimento e ricorda che da bambina trovò quella stessa scritta. Rebecca irrompe nella casa di sua madre e trova dei fascicoli su Sophie e Diana; in quel momento Rebecca viene attaccata dalla solita figura, ma viene salvata all'ultimo da Bret, che entra nella stanza, facendo dunque entrare un po' di luce. 
Sophie racconta a Martin la storia di una sua amica, Diana, e gli dice che ora è tornata, promettendo di non abbandonarla più. La figura di Diana si manifesta e la donna è intenzionata ad aiutarla, ma Martin accende la luce e fugge, raggiungendo la sorellastra. Qui Rebecca gli spiega ciò che aveva scoperto: Diana era una paziente in un ospedale psichiatrico affetta da xeroderma pigmentoso, una grave condizione della pelle che le impediva di essere esposta a qualsiasi luce, e aveva fatto amicizia con Sophie, che si trovava nello stesso ospedale per il trattamento della sua depressione. I medici avevano iniziato a fare esperimenti su Diana, ma alla fine la ragazza era rimasta uccisa perché esposta a una luce intensa. Rebecca è convinta che sua madre sia l'unico collegamento di Diana e che quindi, togliendola dalla sua mente, si libereranno del mostro. Il ragazzino risponde però che già suo padre ci aveva provato. In quel momento compare Diana e attacca Martin, ma Rebecca lo salva.
Rebecca si confronta con Sophie, che però ancora una volta difende la donna fantasma. Rebecca, Bret e Martin decidono di fermarsi una notte per proteggere Sophie. Rebecca va alla porta della camera di Sophie per riconciliarsi e la donna le passa di nascosto un biglietto in cui ammette di aver bisogno di aiuto. Rebecca si rende conto di essere controllata e accende tutte le luci della casa, ma Diana attira lei e Martin nel seminterrato mandando in cortocircuito il generatore di corrente. Bret viene attaccato, ma fugge e contatta la polizia. Rebecca si rende conto che usare una luce ultravioletta permette loro di vedere Diana e alcune scritte lungo il muro che spiegano come Diana non permetterà a nessuno di "prendere" Sophie, e che ha ucciso il padre di Rebecca.
Alcuni poliziotti arrivano e liberano Rebecca e Martin, ma vengono uccisi da Diana. Bret porta Martin al sicuro, mentre Rebecca tenta di salvare Sophie. Diana attacca la ragazza, ma Sophie la affronta e, rendendosi conto di essere l'unico legame di Diana con il mondo, si suicida sparandosi. Diana scompare. Sconvolti, Rebecca, Martin e Bret giurano di restare insieme.

## Produzione

### Sviluppo
Il budget del film è stato di 5 milioni di dollari. James Wan ha prodotto il film mediante la sua Atomic Monster, insieme a Lawrence Grey e lo sceneggiatore Eric Heisserer. Il 16 giugno 2015, Gabriel Bateman è entrato nel cast. Il 27 dello stesso mese, Teresa Palmer ha accettato il ruolo da protagonista. Nel film appare in un piccolo ruolo Lotta Losten, protagonista del cortometraggio originale.

### Riprese
Le riprese sono cominciate il 29 giugno 2015 e sono terminate il 5 agosto dello stesso anno.

## Distribuzione
Divieti
Negli USA è stata rilasciata una classificazione di età PG-13, ovvero vietato ai minori di 13 anni "per terrore, immagini disturbanti inclusioni di violenza, alcuni contenuti tematici e contenuti brevi di droghe".
In Italia è stata classificata VM14.
La pellicola è stata presentata in anteprima mondiale al Los Angeles Film Festival il giorno 8 giugno 2016.

### Data di uscita
Alcune date di uscita internazionali nel corso del 2016 sono state:
- 22 luglio 2016 negli Stati Uniti (Lights Out)[8]
- 4 agosto 2016 in Italia[9]